# Champion System Pro Cycling Team
Champion System Pro Cycling Team — китайская велокоманда, созданная в 2010 году. По окончании сезона 2013 прекратила существование.

## История
Первоначально команда создавалась под армянским флагом, но у федерации велоспорта этой страны не хватило средств на содержание команды, поэтому команда сменила прописку на китайскую. В 2011 году команда получила статус континентальной, в 2012 — профессиональной континентальной, что позволило ей выступить на гонках Мирового тура, в частности на Туре Пекина.
В конце 2013 года генеральный менеджер команды Эд Бимон заявил о закрытии проекта из-за его бесперспективности, поскольку команда лишена возможности участвовать в крупных гонках, а вынуждена сосредоточиться на Азиатском Туре UCI .

## Национальные чемпионы
- Чемпионат Канады — групповая гонка
  - 2013 (Захари Белл)

- Чемпионат Китая — групповая гонка
  - 2012 (Сюй Ган)

- Чемпионат Эстонии — групповая гонка
  - 2011 (Март Оявее)

- Чемпионат Ирландии — групповая гонка
  - 2013 (Мэттью Браммайер)

- Чемпионат Тайваня — групповая гонка
  - 2013 (Фэн Чун-Кай)

- Чемпионат Тайваня — индивидуальная гонка
  - 2013 (Фэн Чун-Кай)